# L'Amérique (chanson de France Gall)
Pour les articles homonymes, voir Amérique (homonymie).
Singles de France Gall
Et des baisers
(1965) Le Temps de la rentrée
(1965)
Clip vidéo
[vidéo] « L'Amérique (archive INA, 1966) », sur YouTube
L'Amérique est une chanson de France Gall. Elle est initialement parue en 1965 en EP et ensuite en 1966 sur l'album Baby pop,.

## Développement et composition
La chanson a été écrite par Guy Magenta et Eddy Marnay. L'enregistrement a été produit par Denis Bourgeois.

## Liste des pistes
EP 7" 45 tours L'Amérique / On se ressemble toi et moi / Nous ne sommes pas des anges / Le temps de la rentrée (1965, Philips 437.125 BE, France)
A1. L'Amérique (2:15)
A2. On se ressemble toi et moi (2:40)
A3. Nous ne sommes pas des anges (2:40)
A4. Le temps de la rentrée (1:40)
Single 7" 45 tours (1965, Philips 328 050 JF, Pays-Bas)
1. L'Amérique
2. Nous ne sommes pas des anges[1]

Single promo 7" 45 tours (1966, Philips B 373.658 F, France)
1. L'Amérique (2:15)
2. On se ressemble toi et moi (2:40)[1]

## Classements
L'Amérique / On se ressemble toi et moi / Nous ne sommes pas des anges / Le temps de la rentrée,,,
| Classement (1965)                       | Meilleure position |
| --------------------------------------- | ------------------ |
| Belgique (Wallonie Ultratop 50 Singles) | 32                 |